# Кэмпбелл, Джон Фрэнсис
Джон Фрэ́нсис Кэ́мпбелл (гэльск. Iain Frangan Caimbeul, англ. John Francis Campbell (of Islay); 29 декабря 1821 года, Айлей, Великобритания, — 17 февраля 1885 года, Канны, Франция) — шотландский учёный.
Занимал различные правительственные должности. Его работы относятся частично к социологии, частично к области метеорологии и геологии.
Работы по социологии:
- «Popular tales of the West Highlands orally collected with a translation» (Лондон, 1860—1862; нов. изд. Л. 1890);
- «Leabhar na Feinne. I Gaelic texts. Heroic gaelic ballads collected in Scotland» (Лондон, 1872).

Другие работы:
- «Frost and fire, natural engines, tool-marks and chips; with sketches taken at home and abroad by a traveller» (Эдинбург, 1865, новое изд. 1867);
- «Time scales, horisontal and vertical» (Лондон, 1880);
- «Thermography» (Кенсингтон, 1883).

Кроме того, им опубликовано «Circular notes. Tour round the world» (Лондон, 1876—1879).